# 埃爾德格羅夫 (艾奧瓦州)
埃爾德格羅夫（英語：Eldergrove）是位於美國愛荷華州阿勒马基縣的一個非建制地區。該地的面積和人口皆未知。